# 洛斯卡斯尔斯 (贝拉瓜斯省)
洛斯卡斯尔斯是巴拿马贝拉瓜斯省里奥德赫苏斯区的一个城市，2010年是人口为552。 该市2000年时人口为553，1990年时人口为582。